# Gumojilm jilmový
Gumojilm jilmový (Eucommia ulmoides) je jediný zástupce čeledi gumojilmovité (Eucommiaceae) vyšších dvouděložných rostlin. Je to opadavý strom, dorůstající výšky až 20 metrů. Má jednoduché střídavé listy a nenápadné bezobalné květy. Plodem je křídlatá nažka (samara). Gumojilm je v Česku občas pěstován jako parková a sbírková dřevina.

## Popis
Gumojilm je dvoudomý opadavý strom nebo jen keř, dorůstající výšky 6 až 20 metrů. Větve mají přehrádkovanou dřeň. Borka je šedohnědá. Rostlina obsahuje v listech, kůře i větévkách bílý latex. Listy jsou střídavé, jednoduché, 7 až 11 cm dlouhé, bez palistů, se zpeřenou žilnatinou. Čepel je eliptická až podlouhlá, někdy i vejčitá nebo obvejčitá, se zaoblenou bází a vytaženou špičkou. Okraj čepele je hustě pilovitý se zuby zakončenými žlázkou. Květy se vyvíjejí v paždí větévek, jsou nenápadné, bezobalné a velmi krátce stopkaté. Samčí květy jsou shloučené a obsahují 5 až 12 tyčinek s velmi krátkými nitkami. Samičí květy jsou jednotlivé, s jednopouzdrým semeníkem srostlým ze 2 plodolistů. Gumojilm je opylován větrem. Plodem je 3 až 4 cm dlouhá samara (křídlatá nažka) připomínající plody jasanu.

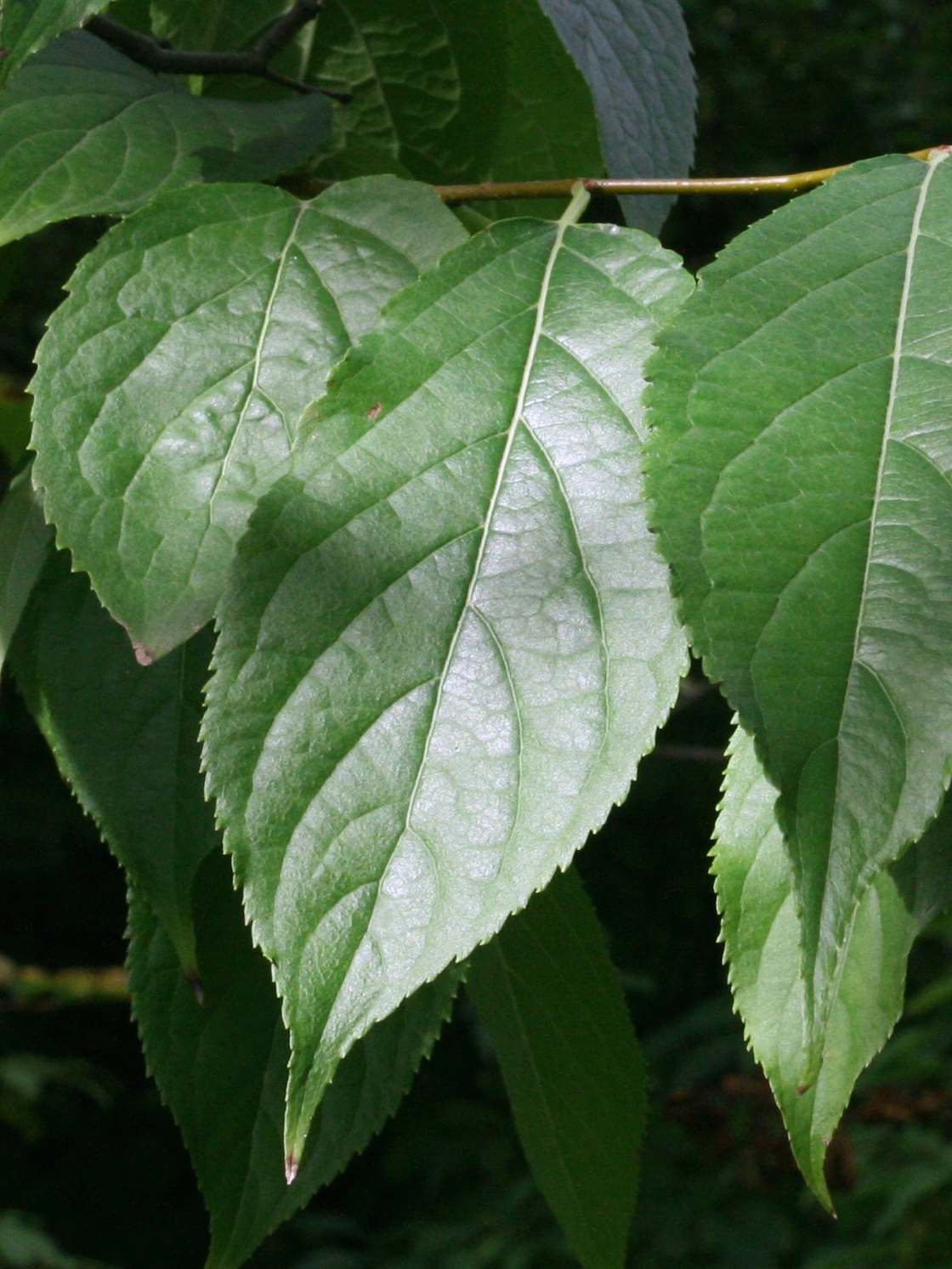
Listy gumojilmu
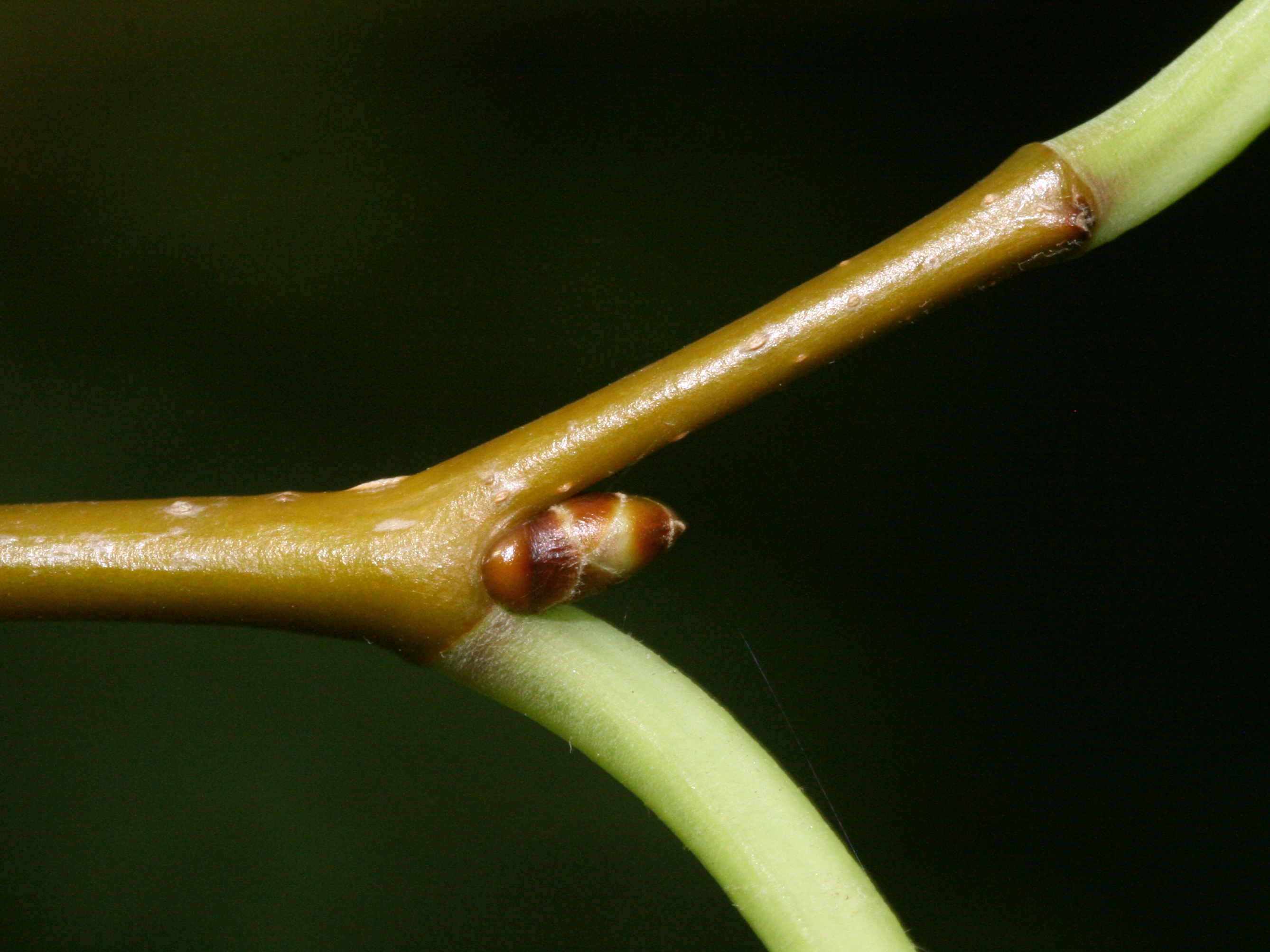
Detail větévky gumojilmu
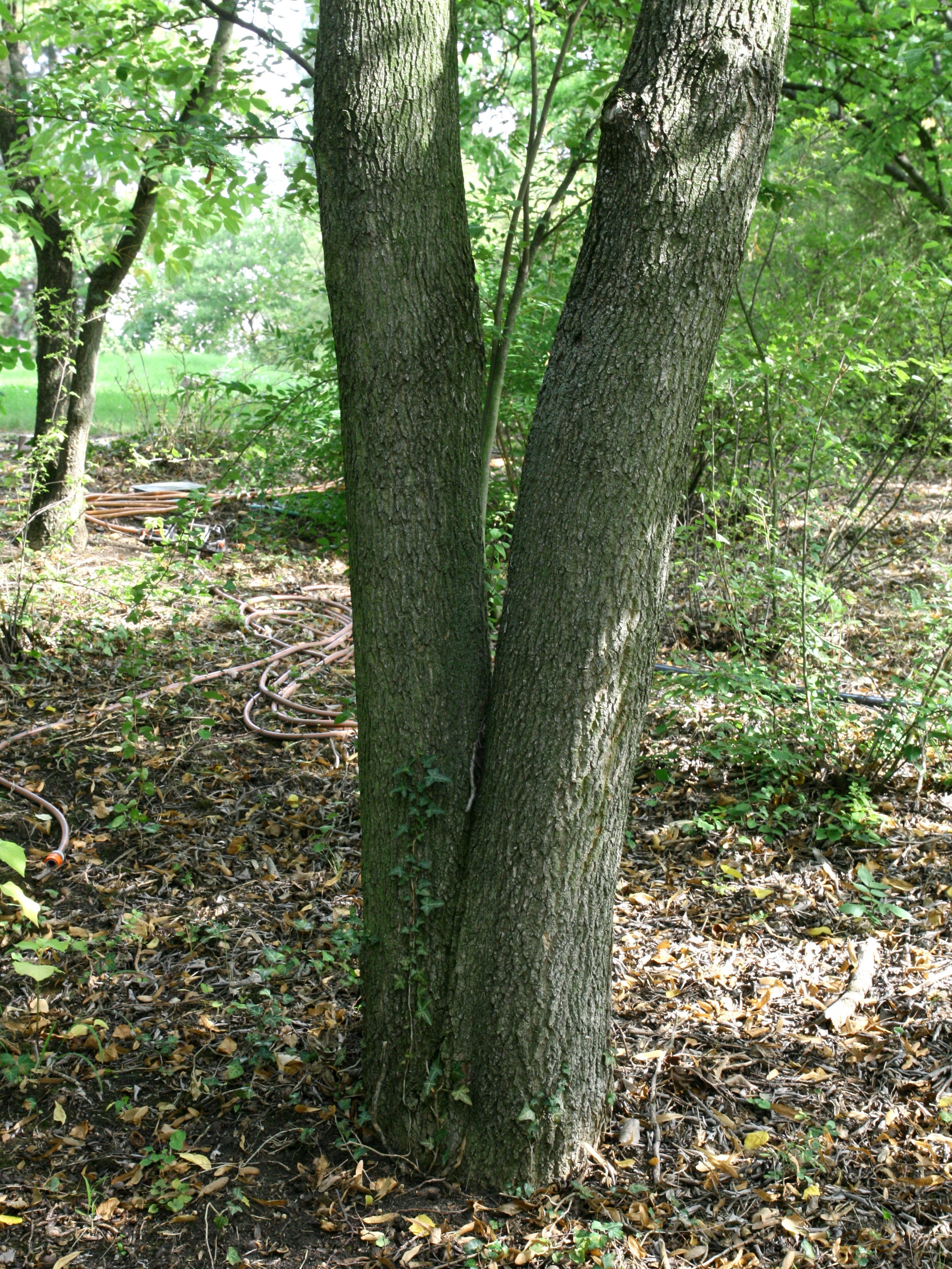
Kmen gumojilmu
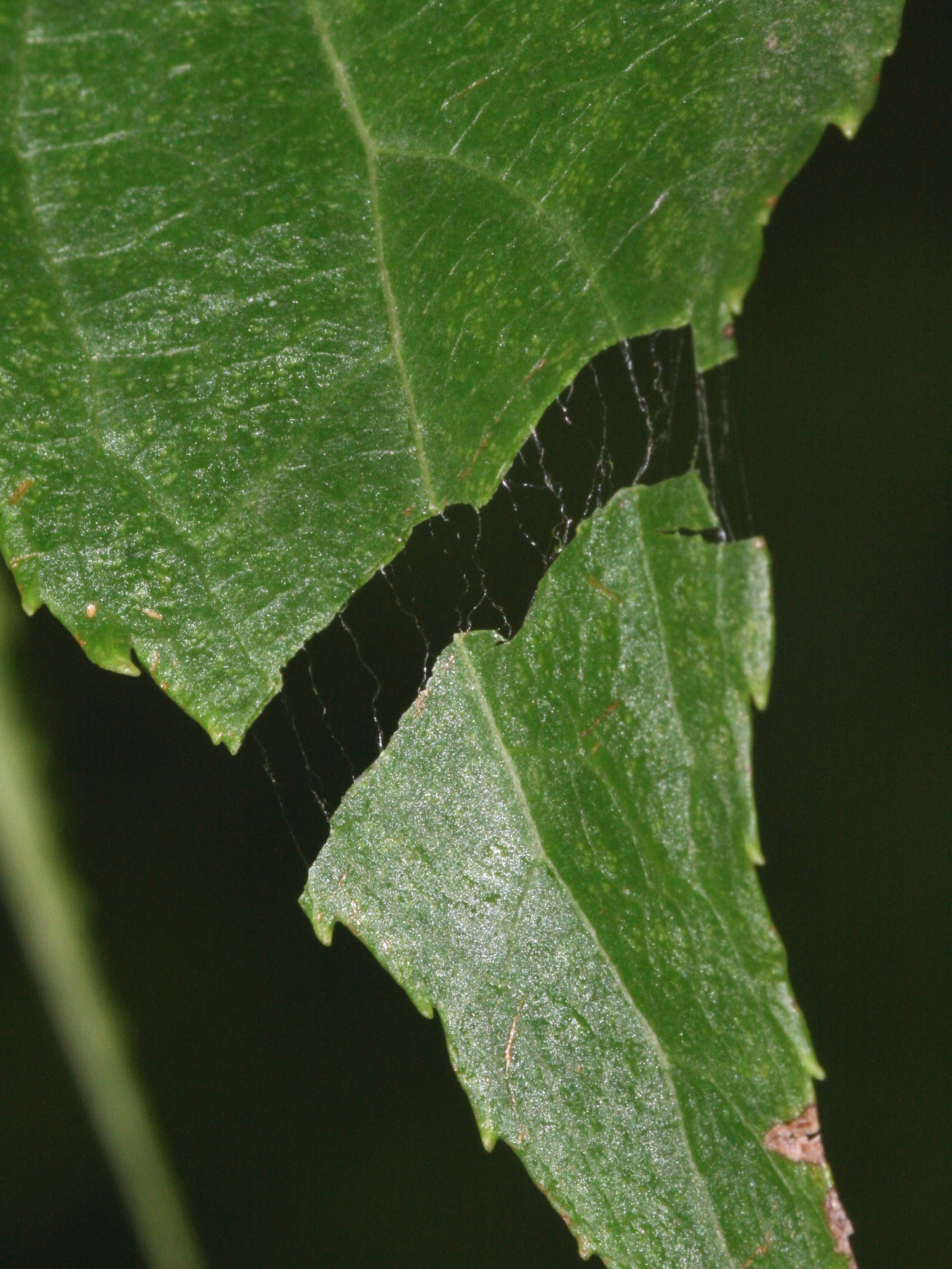
Vrcholek listu gumojilmu, visící na vláknech zaschlého latexu

## Rozšíření
Druh pochází ze střední Číny, kde roste v dosti rozsáhlé oblasti ve smíšených lesích, na lesních okrajích, v údolích a na nižších horách v nadmořských výškách 100 až 2000 m.

## Význam
Gumojilm je pěstován spíše jako botanická zvláštnost v botanických zahradách a arboretech. Kultivary nejsou známy. Uváděn je např. ze sbírek Arboreta Žampach, Průhonického parku, Dendrologické zahrady v Průhonicích, Pražské botanické zahrady v Tróji a zámeckého parku v Lednici. Vysazen je v Botanické zahradě Přírodovědecké fakulty Univerzity Palackého v Olomouci, v Botanické zahradě a arboretu MU v Brně a v pražské zoo.

## Pěstování
Strom prospívá v humózních, čerstvě vlhkých půdách. V našich podmínkách je zcela odolný. Rozmnožovat jej je možné výsevem stratifikovaných semen nebo vegetativně zelenými řízky řezanými v červnu. Možné je i hřížení a štěpování na vlastní kořeny.